# 148 a.C.

## Eventos
- Espúrio Postúmio Albino Magno e Lúcio Calpúrnio Pisão Cesonino, cônsules romanos.
- Sexto ano da Guerra Lusitana na Península Ibérica.
- Segundo ano da Terceira Guerra Púnica entre a República Romana e Cartago:
  - Continua o Cerco de Cartago, liderado de forma incompetente por Lúcio Calpúrnio Pisão Cesonino.